# Townes Van Zandt (album)
Albums de Townes Van Zandt
Our Mother the Mountain
(1969) Delta Momma Blues
(1971)
Townes Van Zandt est le troisième album de l'auteur compositeur et chanteur de folk/country Townes Van Zandt publié en septembre 1969 par Poppy Records. Il contient les réenregistrements de quatre chansons de son premier album, For the Sake of the Song publié en 1968 dont sa première vraie chanson Waiting 'Round to Die.

## Liste des chansons
| 1. | For the Sake of the Song  | 5:22 |
| 2. | Columbine                 | 2:34 |
| 3. | Waiting 'Round to Die     | 2:45 |
| 4. | Don't You Take It Too Bad | 2:54 |
| 5. | Colorado Girl             | 3:18 |

| Face B | Face B                           | Face B | Face B | Face B | Face B | Face B | Face B | Face B | Face B |
| No     | Titre                            | Durée  |        |        |        |        |        |        |        |
| ------ | -------------------------------- | ------ | ------ | ------ | ------ | ------ | ------ | ------ | ------ |
| 6.     | Lungs                            | 2:29   |        |        |        |        |        |        |        |
| 7.     | I'll Be Here in the Morning      | 3:00   |        |        |        |        |        |        |        |
| 8.     | Fare Thee Well, Miss Carousel    | 5:22   |        |        |        |        |        |        |        |
| 9.     | (Quicksilver Daydreams Of) Maria | 4:45   |        |        |        |        |        |        |        |
| 10.    | None But the Rain                | 2:23   |        |        |        |        |        |        |        |
| 33:59  |                                  |        |        |        |        |        |        |        |        |

## Réception
Pour le magazine American Songwriter, I’ll Be Here In The Morning, None But The Rain, Fare Thee Well Miss Carousel et For The Sake Of The Song font partie des 20 meilleures chansons de Townes Van Zandt. L'album fait partie d'une sélection de « 25 albums éponymes essentiels » publiée par Houston Press en 2011.
Pour le critique William Ruhlmann, « Comme à son habitude, ses paroles finement observées abordaient des thèmes désespérés, notamment dans la ballade minière Lungs, mais elles étaient toujours très poétiques, en particulier celle qui ferme l'album, None but the Rain, qui revient sur l'échec d'une relation. »
Le ton de l'album peut rappeler les problèmes de santé que l'auteur avait connus précédemment. « Quand il écrivit la chanson Lungs, Van Zandt ne se souvenait peut-être pas de ce qu'il avait subi lors de son traitement par la cure de Sakel. Mais la chanson qu'il a écrite insuffle une atmosphère misérable en elle-même. Lungs est sorti dans son troisième album, l'éponyme Townes Van Zandt. »
Plusieurs chansons renvoient à l'ambiance désolée de l'état du Texas, qu'il traversait à l'époque en auto-stop.
L'album est aussi connu pour la photo qui illustre la couverture de la pochette. Elle a été prise par le photographe Sol Mednick dans la cuisine du designer Milton Glaser. Cette image est à l'origine du surnom : The Kitchen Album.

## Utilisation de ses chansons

### Films
- Waiting 'Round to Die en 2014, dans La French[8].
- En 2004, dans le documentaire qui lui est consacré, Be Here to Love Me: A Film About Townes Van Zandt : Waiting 'Round to Die, Don't You Take It Too Bad[8].

### Séries TV
- Waiting 'Round to Die est utilisé en 2010, dans l'épisode 7 de la saison 3 de la série True Blood, en 2016 dans l'épisode 9 de la saison 1 de la série Billions, dans l'épisode 11 de la saison 5 de Hell on Wheels : L'Enfer de l'Ouest'[8].
- Lungs est utilisé en 2014 dans l'épisode 7 de la saison 1 de la série True Detective[8].